# دانشگاه پرادنیا
دانشگاه پرادنیا (University of Peradeniya) یک دانشگاه دولتی در سریلانکا است که توسط کمیسیون کمک هزینه‌های دانشگاه تأمین می‌شود.این بزرگترین و قدیمی‌ترین دانشگاه در سریلانکا است که در ابتدا با نام دانشگاه سیلان در سال ۱۹۴۲ تأسیس شد. دانشگاه پرادنیا دارای ۹ دانشکده، سه انستیتوی تحصیلات تکمیلی، ۱۰مرکز و ۷۳ بخش است.

## رنکینگ
در رتبه‌بندی دانشگاه جهانی آموزش عالی تایمز ۲۰۲۰، دانشگاه پرادنیا را در رتبهٔ نخست سریلانکا و گروه ۵۰۰–۴۰۱ دانشگاه‌های جهان قرار دارد.این بالاترین رتبه جهانی است که هر دانشگاهی در سریلانکا در تاریخ خود به آن رسیده‌است. در رتبه‌بندی مؤسسه QS در سال ۲۰۲۰ نیز این دانشگاه در رتبه اول سریلانکا قرار گرفته‌است.در سال‌های ۲۰۲۰–۲۰۱۹، رتبه‌بندی دانشگاه در عملکرد علمی (URAP)، دانشگاه پرادنیا رتبه اول سریلانکا و ۱۱۲۳ام در جهان را کسب کرد. دانشگاه پرادنیا بر اساس نمرات کل ریسرچ‌گیت در رتبهٔ اول سریلانکا قرار گرفت.

## دانشکده‌ها
دانشکده‌های دانشگاه پرادنیا عبارتند از:
- دانشکده هنر
- دانشکده پزشکی
- دانشکده علوم
- دانشکده علوم دندانپزشکی
- دانشکده کشاورزی
- دانشکده دامپزشکی و علوم دامی
- دانشکده مهندسی
- دانشکده علوم بهداشت
- دانشکده مدیریت